# Sofiane Alakouch
Sofiane Alakouch est un footballeur international franco-marocain, né le 29 juillet 1998 à Nîmes. Il joue au poste de latéral droit au Paris FC.

## Carrière

### En club

#### Nîmes Olympique
En 2015, il rejoint le club de Nîmes Olympique. Lors de la saison 2017-2018, il est titulaire indiscutable et il participe à la montée du club en Ligue 1 après une deuxième place acquis en fin de saison. Il découvre donc la Ligue 1 la saison suivante, et marque son premier but en professionnel  lors d'une victoire un but à zéro contre le FC Nantes. Au total, il joue 122 matches pour un but et quitte le club en 2021.

#### FC Metz
En 2021, il rejoint le FC Metz. Le 15 février 2022, très peu utilisé par son coach, il est prêté jusqu'à la fin de la saison au Football Club Lausanne-Sport. Il termine la saison 2021-2022 à la dernière place du classement et est relégué en D2 suisse pendant que le FC Metz est également relégué en Ligue 2. Après une saison 2022-2023 où il n’apparaît qu'à cinq reprises en Ligue 2 sous le maillot messin, il est de nouveau prêté.

#### Paris FC
Il est prêté au Paris FC le 22 août 2023 pour une saison. Alors que Stéphane Gilli en a fait un de ses titulaires, il est victime d'une rupture des ligaments croisés d'un genou en Coupe de France le 9 décembre 2023. Bien qu'il ait été indisponible jusqu'au terme de la saison, le club francilien annonce le 28 juin 2024 conserver l'arrière droit pour deux saisons supplémentaires.

### En sélection
Sofiane Alakouch reçoit deux sélections en équipe de France des moins de 19 ans lors de l'année 2017, contre l'Italie et Israël. Il reçoit après une convocation avec les espoirs.
Le 13 septembre 2019, il apparaît dans une interview où il lui est demandé s'il envisagerait de jouer un jour pour l'équipe du Maroc, le pays de ses parents. Sofiane Alakouch déclare à ce sujet : "Pour l’instant je prends mon temps, je ne veux pas me presser. Je suis allé une fois avec la sélection marocaine. Là, j’ai envie de jouer avec l’équipe de France."
Le 26 août 2021, il figure officiellement sur la liste de Vahid Halilhodžić des joueurs sélectionnés avec l'équipe du Maroc pour les matchs de qualification à la Coupe du monde contre l'équipe du Soudan et de Guinée. Sofiane Alakouch ne fait aucune entrée en jeu. Le 12 novembre 2021, il fait ses débuts en sélection avec l'équipe du Maroc à l'occasion du match retour face au Soudan. Il entre à la 82ème minute à la place d'Aymen Barkok (victoire, 0-3). À ce moment-là, l'équipe du Maroc est déjà qualifiée dans les barrages de la Coupe du monde 2022.
Le 16 novembre 2021, il est pour la première fois titularisé en sélection à la place d'Achraf Hakimi. Il dispute 90 minutes face à la Guinée (victoire, 3-0).
Le 23 décembre 2021, il figure officiellement dans la liste des 28 joueurs sélectionnés de Vahid Halilhodžić pour la CAN 2022 au Cameroun. Le 30 janvier 2022, le Maroc est éliminé en quarts de finale après une défaite de 2-1 dans les prolongations face à l'Égypte. Cependant, le joueur n'a fait aucune entrée en jeu lors de cette compétition.
En mars 2022, il est sélectionné pour les barrages de Coupe du monde 2022 face à la République démocratique du Congo à Kinshasa, il entre en jeu au match aller en remplaçant Adam Masina à la 81ème minute (match nul, 1-1). Lors du match retour à Casablanca, il est mis sur le banc pendant 90 minutes. Le match se solde sur une victoire de 4-1, validant ainsi le ticket pour la Coupe du monde 2022 au Qatar.
Le 25 mai 2022, il est convoqué pour un match de préparation à la Coupe du monde 2022 face aux États-Unis ainsi que deux autres matchs qualificatifs à la CAN 2023 face à l'Afrique du Sud et au Liberia. Le 1er juin, il entre en jeu à la 77ème minute à la place d'Achraf Hakimi en amical face aux États-Unis à Cincinnati et fait l'expérience d'une première grande défaite en sélection (défaite, 3-0),.

## Statistiques

### En club
Le tableau ci-dessous retrace la carrière de Sofiane Alakouch depuis ses débuts :
| Saison                | Club                     | Championnat           | Championnat | Championnat | Coupe nationale | Coupe nationale | Coupe de la Ligue | Coupe de la Ligue | Total | Total |
| Saison                | Club                     | Division              | M.          | B.          | M.              | B.              | M.                | B.                | M.    | B.    |
| 2015-2016             | Nîmes Olympique          | Ligue 2               | 1           | 0           | -               | -               | -                 | -                 | 1     | 0     |
| 2016-2017             | Nîmes Olympique          | Ligue 2               | 20          | 0           | 1               | 0               | -                 | -                 | 21    | 0     |
| 2017-2018             | Nîmes Olympique          | Ligue 2               | 30          | 0           | 2               | 0               | 1                 | 0                 | 33    | 0     |
| 2018-2019             | Nîmes Olympique          | Ligue 1               | 25          | 1           | 1               | 0               | 2                 | 0                 | 28    | 1     |
| 2019-2020             | Nîmes Olympique          | Ligue 1               | 17          | 0           | -               | -               | 1                 | 0                 | 18    | 0     |
| 2020-2021             | Nîmes Olympique          | Ligue 1               | 22          | 0           | -               | -               | -                 | -                 | 22    | 0     |
| Sous-total            | Sous-total               | Sous-total            | 115         | 1           | 4               | 0               | 4                 | 0                 | 123   | 1     |
| 2021-2022             | FC Metz                  | Ligue 1               | 4           | 0           | 1               | 0               | -                 | -                 | 5     | 0     |
| 2022-2023             | FC Metz                  | Ligue 2               | 5           | 0           | 1               | 0               | -                 | -                 | 6     | 0     |
| Sous-total            | Sous-total               | Sous-total            | 9           | 0           | 2               | 0               | -                 | -                 | 11    | 0     |
| 2021-2022             | FC Lausanne-Sport (prêt) | Super League          | 11          | 0           | -               | -               | -                 | -                 | 11    | 0     |
| 2023-2024             | Paris FC                 | Ligue 2               | 12          | 1           | 1               | 0               | -                 | -                 | 13    | 1     |
| 2024-2025             | Paris FC                 | Ligue 2               | 1           | 0           | -               | -               | -                 | -                 | 1     | 0     |
| Sous-total            | Sous-total               | Sous-total            | 13          | 1           | 1               | 0               | -                 | -                 | 14    | 1     |
| Total sur la carrière | Total sur la carrière    | Total sur la carrière | 148         | 2           | 7               | 0               | 4                 | 0                 | 159   | 2     |

### En équipe nationale
| Saison                | Sélection             | Phases finales        | Phases finales | Phases finales | Phases finales | Éliminatoires | Éliminatoires | Éliminatoires | Matchs amicaux | Matchs amicaux | Matchs amicaux | Total | Total | Total |
| Saison                | Sélection             | Compétition           | M              | B              | Pd             | M             | B             | Pd            | M              | B              | Pd             | M     | B     | Pd    |
| --------------------- | --------------------- | --------------------- | -------------- | -------------- | -------------- | ------------- | ------------- | ------------- | -------------- | -------------- | -------------- | ----- | ----- | ----- |
| 2021-2022             | Maroc                 | CAN 2022              | 0              | 0              | 0              | 3             | 0             | 0             | 1              | 0              | 0              | 4     | 0     | 0     |
| Total sur la carrière | Total sur la carrière | Total sur la carrière | 0              | 0              | 0              | 3             | 0             | 0             | 1              | 0              | 0              | 4     | 0     | 0     |

## Palmarès
Il est vice-champion de Ligue 2 et promu à trois reprises en 2018 avec le Nîmes Olympique, en 2023 avec le FC Metz et en 2025 avec le Paris FC.